# Lucian Mureșan
Lucian Mureșan (Felsőfernezely, 1931. május 23. –) román görögkatolikus pap, a Fogaras-Gyulafehérvári görögkatolikus főegyházmegye nagyérseke, a román görögkatolikus egyház elöljárója. Bíboros, római címtemploma a Szent Atanáz-templom. 2012. október 24-én a Román Akadémia tiszteletbeli tagjává választotta.

## Pályafutása

### Származása és tanulmányai
Görögkatolikus családba, Petru és Maria Mureșan (született Breban) tizenkét gyermeke közül tizedikként született. Az elemi iskola hat osztályát szülőfalujában végezte 1938 és 1944 között. 1944-től 1948-ig Nagybányán járt gimnáziumba, de miután az 1948-as tanügyi reform megszüntette az iskolákban a hittanoktatást, és ugyanebben az évben a román görögkatolikus egyházat betiltották, – látva, hogy nem tudja megvalósítani tervét, a papi hivatást – kilépett a gimnáziumból. 1948 és 1951 között ugyanitt elvégzett egy faipari szakiskolát, és végül ezzel párhuzamosan látogatás nélküli tagozaton elvégezte a líceumot is.
1951–1954 között a kötelező katonai szolgálatát töltötte, és a kistoronyi repülőtiszti iskolába járt. Az iskola elvégzése után Craiovára helyezték a sugárhajtóműves repülőgép-zászlóaljhoz. Amikor a román hadsereg kommunista vezetése tudomást szerzett arról, hogy Lucian Mureșan a görögkatolikus egyházhoz tartozik, nemkívánatosnak minősítették, és áthelyezték egy munkaalakulathoz, amely a békási vízerőmű építésén dolgozott, majd 1954-ben leszerelték. 
A görögkatolikus egyház betiltása miatt nem volt módja szabályos módon görögkatolikus pappá válnia. 1954-től, miközben arra a lehetőségre várt, hogy teológiai tanulmányokat végezzen, különböző adminisztratív munkahelyeken dolgozott.
Iuliu Hossu püspök javaslatára Márton Áron püspök 1955-ben, közvetlenül a börtönből szabadulása után öt görögkatolikus ifjút fogadott be a gyulafehérvári római katolikus teológiai intézetbe, egyet-egyet mindegyik görögkatolikus egyházmegyéből. Az első két év után csak ketten maradtak, majd az 1958/59-es tanévben, amikor a negyedik évfolyamra járt, a kultuszminisztérium tudomást szerzett a létezésükről, és közbenjárt a gyulafehérvári főegyházmegyénél az eltávolításuk érdekében. Márton Áron nem volt hajlandó kiutasítani őket, de a kommunista hatóságok nyomására elhagyták a teológiai intézetet. Lucian Mureșan számára ez egyben a Securitate általi megfigyelés kezdetét jelentette. Egy éven át nem tudott semmilyen munkakörben elhelyezkedni, még csillésnek sem vették fel a bányába. Egy év múlva segédmunkásként vették fel egy felsőfernezelyi kőfejtőbe, ahol tíz évig dolgozott, később pedig a máramarosi Út- és Hídépítő Igazgatósághoz. Ennél a vállalatnál dolgozott 1990. júniusi nyugdíjazásáig.
Minden üldözés ellenére Lucian Mureșan folytatta teológiai tanulmányait, és vizsgáit illegalitásban tette le a megszüntetett teológiai akadémiák még szabadlábon levő professzorainál. A záróvizsgát is titokban tette le, és várta a felszentelést. Miután a még életben levő görögkatolikus püspökök kiszabadultak a börtönből, Ioan Dragomir máramarosi segédpüspök szentelte pappá 1964. december 19-én.
Felszentelése után titokban elkezdte a pásztori szolgálatot. Elsősorban a fiatalokkal foglalkozott, különös tekintettel a papnak készülőkre.

### Püspöki pályafutása
Ioan Dragomir püspök 1985. április 25-én bekövetkezett halála után másfél évig ideiglenes jelleggel töltötte be az ordináriusi tisztséget, majd 1986. augusztusban Alexandru Todea, a román görögkatolikus egyház metropolitája a székeskáptalannal történt tanácskozást követően a Máramarosi egyházmegye ordináriusává nevezte ki.
Az 1989-es romániai forradalom és a román görögkatolikus egyház újbóli törvényessé válása után, 1990. március 3-án II. János Pál pápa máramarosi püspökké nevezte ki. Lucian Mureșan az egyházmegyének időrendben a harmadik püspöke Alexandru Rusu – aki a szamosújvári börtönben hunyt el 1963-ban – és Ioan Dragomir – aki csak segédpüspök volt – után. Május 27-én szentelték püspökké Nagybányán egy szabadtéri főpapi liturgia keretén belül, több mint 20 000 hívő részvételével. A felszentelő püspök Alexandru Todea metropolita volt, II. János Pál pápa megbízottja, Guido del Mestri érsek és Ioan Ploscaru lugosi püspök segédletével. A szertartást nem lehetett a nagybányai görögkatolikus székesegyházban megtartani, mert abban az időben egy ortodox plébánia foglalta el.
Mureșan püspök tevékenysége eredményeképpen Nagybányán egyetemi rangú teológiai intézet nyílt, amely az 1990/91-es tanévet 70 nappali tagozatos és 20 látogatás nélküli tagozatos diákkal kezdte el. Ugyanitt, a Hitoktatói Kar hároméves kurzusain 89 fiatal kezdte el tanulmányait.
Miután Alexandru Todea bíboros visszavonult a Fogaras-Gyulafehérvári főegyházmegye vezetésétől, 1994. július 4-én Lucian Mureșant nevezték ki a helyére érsek-metropolitának. A beiktatására a balázsfalvi görögkatolikus érseki székesegyházban került sor augusztus 27-én. 1998-tól 2001-ig, majd 2004-től újra a Romániai Katolikus Püspöki Konferencia elnöke volt.2003-ban II. János Pál pápa a Keleti Egyházak Kongregációja tagjává nevezte ki. 2005. december 16-án XVI. Benedek pápa nagyérseki egyháznak nyilvánította a román görögkatolikus egyházat, ezzel párhuzamosan Mureșan érsek a katolikus egyház négy nagyérsekének egyike lett. 
Elindította a balázsfalvi Szentháromság-székesegyház 1994-ben befejezett felújítását. 1995 és 1998 között egyháztartományi zsinatot hívott össze. Nevéhez fűződik a hét görögkatolikus vértanú püspök boldoggá avatási eljárásának elindítása.
2012. február 18-án XVI. Benedek pápa bíborossá emelte, és római címtemplomává a Szent Atanáz-templomot jelölte ki.